# Aloysio Nunes
Aloysio Nunes Ferreira Filho (São José do Rio Preto; 5 de abril de 1945) es un abogado brasileño y político, que se desempeñó como ministro de relaciones exteriores de Brasil. Fue senador de la república por el estado de São Paulo en Brasil.

## Carrera
Comenzó su actividad política en 1963, cuando entró en la Facultad de Derecho de la Universidad de São Paulo. Poco después del golpe militar de 1964, se unió al Partido Comunista Brasileño (PCB) que, debido su existencia ilícita, operaba secretamente, fue presidente del XI Centro Académico Tradicional de Agosto y formó con un titulado del grado de abogado en 1968. Como el PCB fue opuesto a la resistencia armada contra la autoridad militar que se había instalado desde 1964 en Brasil, Nunes, así como muchos otros jóvenes de su época que habían dejado ideales, se unió a la Acción de Liberación Nacional (ALN), organización guerrillera dirigida por Carlos Marighella y Joaquim Cámara Ferreira, conocido como “El Toledo”. Clandestinamente tomó el seudónimo de “Mateo”, durante mucho tiempo fue el conductor y guardaespaldas de Marighella, las acciones de la Alianza Nacional de Liberación incluyan robos para recaudar fondos que apoyarían la resistencia armada.
Cerró su permanencia del PCB, aún en la clandestinidad y se unió al Partido del Movimiento Democrático Brasileño (PMDB), habiendo sido elegido por esta leyenda representante de su estado desde 1983 hasta 1991, fue líder del gobierno de Franco Montoro en la Asamblea Legislativa en su primer mandato y líder del gobierno Quercia en su segundo mandato durante la redacción y votación de la Constitución del estado de Sao Paulo. Fue vicegobernador de Sao Paulo, 1991-1994, elegido en la placa de Luiz Antonio Fleury Filho, acumuló la función vicegobernador con el secretario de estado de servicios metropolitano, interinamente asumió el cargo de gobernador cuando Fleury viajó al exterior, fue el primer excomunista a ocupar esta posición. Fue candidato derrotado del PMDB para la alcaldía de la ciudad de Sao Paulo en 1992, después de haber sido advertido de que sería casi imposible de despuntar sus oponentes, fue una elección centrada básicamente entre Paulo Maluf y Eduardo Suplicy. De 1995 hasta 2007, fue elegido diputado federal, en 1997, cerró su filiación del PMDB y entró en el Partido de la Socialdemocracia Brasileña (PSDB). Interrumpió el mandato de 1999 a 2002, para ocupar dos ministerios del gobierno de Fernando Henrique Cardoso: la Secretaría General de la Presidencia y el Ministerio de Justicia. Aloysio fue secretario del municipio de Sao Paulo y secretario de la Casa Civil del estado homónimo, en la época del entonces gobernador del estado, José Serra.

### Candidato a la vicepresidencia de Brasil
En la elección presidencial de 2014 fue compañero de candidatura de Aécio Neves para ocupar el cargo de vicepresidente. En el primero turno presidencial, consiguió 33% de los votos, ocupando la segunda posición y tiendo que competir por la vicepresidencia al candidato a la reelección del PMDB, Michel Temer, entonces vice de la Dilma Rousseff. Se menciona en 2017 entre los beneficiarios de sobornos de Odebrecht.